# Macrocephenchelys
Macrocephenchelys és un gènere de peixos marins pertanyent a la família dels còngrids i a l'ordre dels anguil·liformes.

## Etimologia
Macrocephenchelys prové dels mots grecs makros (gran), kephale (cap) i enchelys, -yos (anguila).

## Distribució geogràfica
Es troba al Pacífic occidental: des de la Xina i Taiwan fins a Austràlia, incloent-hi el mar de la Xina Oriental, el mar de la Xina Meridional, les illes Filipines, l'estret de Macassar entre Borneo i Cèlebes i Nova Caledònia.

## Cladograma
| Macrocephenchelys (Fowler, 1934) | \| \| Macrocephenchelys brachialis (Fowler, 1934)[19] \| \| \| \| \| \| Macrocephenchelys brevirostris (Chen & Weng, 1967)[20][21] \| \| \| \| |
|                                  | \| \| Macrocephenchelys brachialis (Fowler, 1934)[19] \| \| \| \| \| \| Macrocephenchelys brevirostris (Chen & Weng, 1967)[20][21] \| \| \| \| |
|                                  | Acromycter (Smith & Kanazawa, 1977) |
|                                  | |
|                                  | Bassanago (Whitley, 1948) |
|                                  | |
|                                  | Bathycongrus (Ogilby, 1898) |
|                                  | |
|                                  | Bathyuroconger (Fowler, 1934) |
|                                  | |
|                                  | Blachea (Karrer & Smith, 1980) |
|                                  | |
|                                  | Castleichthys (Smith, 2004) |
|                                  | |
|                                  | Conger (Bosc, 1817) |
|                                  | |
|                                  | Congrhynchus (Fowler, 1934) |
|                                  | |
|                                  | Congriscus (Jordan & Hubbs, 1925) |
|                                  | |
|                                  | Congrosoma (Garman, 1899) |
|                                  | |
|                                  | Diploconger (Kotthaus, 1968) |
|                                  | |
|                                  | Gnathophis (Kaup, 1860) |
|                                  | |
|                                  | Japonoconger (Asano, 1958) |
|                                  | |
|                                  | Kenyaconger (Smith & Karmóvskaia, 2003) |
|                                  | |
|                                  | Lumiconger (Castle & Paxton, 1984) |
|                                  | |
|                                  | Poeciloconger (Günther, 1872) |
|                                  | |
|                                  | Promyllantor (Alcock, 1890) |
|                                  | |
|                                  | Pseudophichthys (Roule, 1915) |
|                                  | |
|                                  | Rhynchoconger (Jordan & Hubbs, 1925) |
|                                  | |
|                                  | Scalanago (Whitley, 1935) |
|                                  | |
|                                  | Uroconger (Kaup, 1856) |
|                                  | |
|                                  | Xenomystax (Gilbert, 1891) |
|                                  | |
|                                  | Macrocephenchelys brachialis (Fowler, 1934) |
|                                  | |
|                                  | Macrocephenchelys brevirostris (Chen & Weng, 1967)                                                                                             |
|                                  | |

|  | Macrocephenchelys brachialis (Fowler, 1934)        |
|  |                                                    |
|  | Macrocephenchelys brevirostris (Chen & Weng, 1967) |
|  |                                                    |